# 진영중앙초등학교
진영중앙초등학교(進永中央初等學校)는 대한민국 경상남도 김해시에 있는 공립 초등학교이다.

## 학교 연혁
- 2015.03.01. 제1대 김법곤 교장 부임, 진영중앙초등학교 개교(완성학급 37, 개교학급 29)
- 2015.03.02. 2015학년도 시업식 및 신입생 입학식(5학급) 남:47명, 여:52명, 계:99명
- 2015.03.05. 박종훈 경상남도교육감 신설학교 방문
- 2015.03.06. 진영중앙초등학교 급식소 개소 및 시식회
- 2015.03.09. 진영중앙초등학교 학교 급식 실시
- 2015.03.15. 진영중앙초등학교 보건실, 학습도움실, 돌봄교실 완공
- 2015.03.17. 제1회 전교어린이회 임원 선출
- 2015.03.18. 진영중앙초등학교 교사 신축공사 준공 검사
- 2015.03.27 학교교육과정설명회 및 학부모 총회
- 2015.03.27 사교육절감 방과후학교 운영학교 지정
- 2015.04.10 대산미술관과 MOU체결
- 2015.04.22 제1회 진영중앙초등학교운영위원회 정기회 개최
- 2015.04.30 제1회 개교기념식 및 학교사랑 한마당 개최
- 2015.05.01 제1회 개교기념일
- 2015.05.11. 2015 농산어촌 ICT 지원학교 선정
- 2015.08.24. 전자신문활용교육(E-NIE) 운영학교 선정
- 2015.09.02. 김해시 지원 영어체험교실 지원사업 대상학교 선정
- 2015.09.15. 2015 환경동아리 운영학교 선정
- 2015.10.12. IBK기업은행 진영지점과 <1사 1교 금융교육> MOU 체결
- 2015.11.04. KDB대우증권 김해지점과 <1사 1교 금융교육> MOU 체결
- 2015.11.10. 안전한 과학실험실 환경개선사업 대상학교 선정
- 2015.11.30. 김해YMCA와 <국제교류협력> MOU 체결
- 2015.12.17. 학교폭력예방 어울림프로그램 운영학교 선정
- 2016.02.05. 제1회 졸업식(졸업생 수 93명)
- 2016.03.02. 책날개 입학식(입학생 수 165명)